# Izet Hajrović
Izet Hajrović (Brugg, Suiza, 4 de agosto de 1991) fue un futbolista bosnio que se desempeñó como mediocampista o delantero. Fue internacional con la selección de Bosnia.

## Selección nacional
El 14 de noviembre de 2012 hizo su debut con la selección suiza en un amistoso ante Túnez. En junio de 2013 declaró que quería jugar para Bosnia y Herzegovina en el futuro. Dos meses después, la FIFA lo confirmó como jugador seleccionable por el conjunto bosnio.
Hizo su debut con Bosnia el 6 de septiembre de 2013, ingresando en el minuto 82 ante Eslovaquia por las eliminatorias del Mundial 2014 (derrota 0-1). También ante la selección eslovaca y cuatro días después, Hajrović anotó su primer gol para Bosnia pasado un minuto de su ingreso al campo.
Luego de ser incluido en la lista preliminar de 24 jugadores en mayo de 2014, Hajrović fue confirmado el 2 de junio en la lista final de 23 que representarán a Bosnia y Herzegovina en la Copa Mundial de Fútbol de 2014.

### Participaciones en Copas del Mundo
| Mundial                        | Sede   | Resultado    |
| ------------------------------ | ------ | ------------ |
| Copa Mundial de Fútbol de 2014 | Brasil | Primera fase |

### Goles internacionales
| #  | Fecha                    | Estadio                                | Rival      | Gol   | Marcador | Competición                         |
| -- | ------------------------ | -------------------------------------- | ---------- | ----- | -------- | ----------------------------------- |
| 1. | 10 de septiembre de 2013 | Štadión pod Dubňom, Žilina, Eslovaquia | Eslovaquia | 1 – 2 | 1–2      | Eliminatorias Europeas Mundial 2014 |

## Clubes
| Club                      | País     | Año                |
| ------------------------- | -------- | ------------------ |
| Grasshoppers              | Suiza    | 2009-2014          |
| Galatasaray S. K.         | Turquía  | 2014               |
| SV Werder Bremen          | Alemania | 2014-2018          |
| S. D. Eibar (cedido)      | España   | 2015-2016          |
| G. N. K. Dinamo de Zagreb | Croacia  | 2018-2021          |
| Aris Salónica F. C.       | Grecia   | 2021-2023 (retiro) |

## Palmarés

### Títulos nacionales
| Título               | Club                      | País    | Año  |
| -------------------- | ------------------------- | ------- | ---- |
| Copa de Suiza        | Grasshoppers              | Suiza   | 2013 |
| Copa de Turquía      | Galatasaray S. K.         | Turquía | 2014 |
| Prva HNL             | G. N. K. Dinamo de Zagreb | Croacia | 2018 |
| Copa de Croacia      | G. N. K. Dinamo de Zagreb | Croacia | 2018 |
| Prva HNL             | G. N. K. Dinamo de Zagreb | Croacia | 2019 |
| Supercopa de Croacia | G. N. K. Dinamo de Zagreb | Croacia | 2019 |
| Prva HNL             | G. N. K. Dinamo de Zagreb | Croacia | 2020 |
| Prva HNL             | G. N. K. Dinamo de Zagreb | Croacia | 2021 |
| Copa de Croacia      | G. N. K. Dinamo de Zagreb | Croacia | 2021 |